# 바이어스

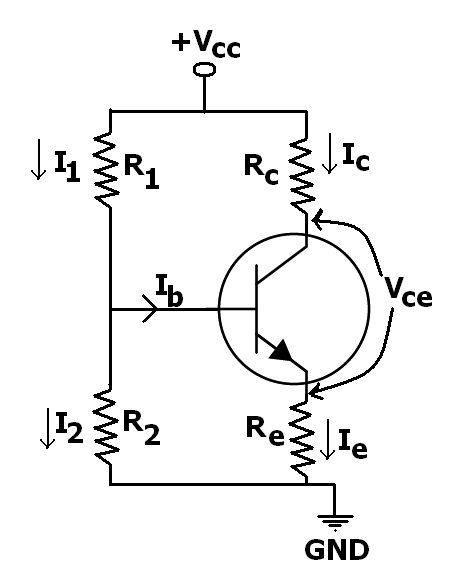
접합형 트랜지스터에서 전압분배 회로에 의한 바이어스 예

전자공학에서 바이어스(biasing, Q-point)는 전압이나 전류의 동작점을 미리 결정하는 것을 말한다. 동작점을 기준으로 목적하는 기능이 수행되도록 환경을 조성하는 역할을 한다. 목적하는 기능 자체가 수행이 가능하다면 기준점을 다시 설정할 필요는 없을 것이다. 주로 기준점을 중심으로 변화하는 신호가 회로에 적응할 수 있도록 한다.
접합형 트랜지스터(BJT)나 전계 효과 트랜지스터(FET)를 사용해 증폭기를 만들 경우, 소자의 특성 상 한쪽 방향으로만 전류가 흐르므로 AC 신호의 음전압을 처리할 수 없다. 따라서 DC전압을 임의로 추가함으로써 한쪽 방향으로 흐르는 전류로도 증폭이 가능하도록 할 수 있다. 이와 같이 소자가 임의의 DC 전압을 기준으로, 입력되는 소신호 AC 전압의 변동이 가능하도록 환경을 조성하는 역할을 한다.

## 같이 보기
- 트랜지스터
- 전자 회로
- 접합형 트랜지스터
- 전계 효과 트랜지스터